# Pothyne laeviscapa
Pothyne laeviscapa är en skalbaggsart som beskrevs av Stefan von Breuning 1950. Pothyne laeviscapa ingår i släktet Pothyne och familjen långhorningar. Inga underarter finns listade i Catalogue of Life.